# 奧爾堡車站
奥爾堡車站（丹麥語：Aalborg Banegård）是位于丹麦奧爾堡的一座鐵路車站，是北日德蘭半島和丹麥其他地區之間鐵路交通的連接樞紐。車站啟用於1869年，目前的站房建於1902年，由丹麥建築師托馬斯·阿爾博設計。

## 外部連結
维基共享资源上的相關多媒體資源：奧爾堡車站
- North Jutland Railways （页面存档备份，存于） – （丹麦文）
- Danish State Railways （页面存档备份，存于） – （丹麦文）